# Roy Pieters
Roy Pieters (Haarlem, 12 de gener de 1989) és un ciclista neerlandès, especialista amb el ciclisme en pista.
El seu pare Peter, la seva germana Amy, i el seu tiet Sjaak, han estat ciclistes professionals.

## Palmarès en pista
- 2009
  -  Campió dels Països Baixos en Scratch
  - 1r a l'UIV Cup de Rotterdam (amb Ismaël Kip)
- 2010
  -  Campió dels Països Baixos en Madison (amb Barry Markus)
- 2015
  -  Campió dels Països Baixos en Scratch

## Palmarès en ruta
- 2015
  - 1r al Memorial Danny Jonckheere